# 西武バス上石神井営業所
西武バス上石神井営業所（せいぶバスかみしゃくじいえいぎょうしょ）は、東京都練馬区石神井台に位置する西武バスの営業所。主に石神井公園駅・大泉学園駅・保谷駅・武蔵関駅・上石神井駅を発着する練馬区西部から武蔵野市・西東京市周辺（一部埼玉県県南西部地区も含む）の路線を受け持っている。営業所最寄停留所は「西武車庫前（上石神井営業所）」である。

## 沿革
「西武バス60年のあゆみ」によれば、大泉学園駅北口（当時、現・西武バス整備工場付近）にあった西武バス大泉営業所管轄下の車庫として開設され、1968年に営業所に昇格した。また「練馬区史」には、1949年に大泉営業所が設置されて練馬区内における西武バスの運行が本格化し、近距離区内路線のサービス強化を図るべく、1967年11月30日に大泉営業所の移転によって、上石神井営業所が現在地に開設されたとある。このように文献によって説明が若干異なるが、駅前にあった大泉営業所が路線数の増加に伴い許容量を超え、新しい運用拠点が必要になったために開設されたのが上石神井営業所であることには相違ない。
「上石神井」という名称は、開設当時の現在地が上石神井2丁目だったことに由来する（住居表示施行により「石神井台」が成立したのは1970年7月1日）。
営業所の社屋や実際の車庫がある敷地と、給油所や検車庫などがある敷地とは旧早稲田通りと富士街道との間に挟まれている。最寄りの富士街道にある「西武車庫前」の降車用のバス停で乗客を降ろしたバスは、給油所や検車庫などがある敷地内を通り、旧早稲田通りを横断して車庫に入る。
1990年代に行われた清瀬営業所廃止・移転による新座営業所の開設、その後の田無営業所の閉鎖により、大泉学園駅発着路線の一部が新座営業所に移管され、保谷駅発着路線が田無営業所から当営業所に移管（他の路線は滝山営業所・西原車庫へ移管）された。近年では西武自動車への路線委託を行うため、石神井公園駅発着路線の練馬・高野台の各営業所への移管が進められ、営業エリアが徐々に変化している。車内に掲載される路線図は、当営業所管轄路線だけではなく、かつて管轄であり先述のように現在は練馬営業所管轄となっている石神井公園駅発着路線も記載されている。
練馬区からコミュニティバス「みどりバス」の一部路線の運行も受託している。2007年3月18日より、PASMO・Suicaの利用が可能となった。

## 現行路線

### 成増吉祥寺線
- 吉60：吉祥寺駅 - 東京女子大入口 - 吉祥寺通り入口 - 青梅街道営業所 - 上石神井駅 - 富士街道 - 石神井公園駅北口 - 三原台一丁目 - 谷原三丁目 - 土支田交番 - 旭町三丁目 -（成増一丁目→）- 成増町
- 吉60-1：吉祥寺駅 - 東京女子大入口 - 吉祥寺通り入口 - 青梅街道営業所 - 上石神井駅 - 富士街道 - 西武車庫前
- 吉60-2：吉祥寺駅 - 東京女子大入口 - 吉祥寺通り入口 - 青梅街道営業所 - 上石神井駅 - 富士街道 - 石神井公園駅北口 - 三原台一丁目 - 谷原三丁目
- 吉60-3：吉祥寺駅 - 東京女子大入口 - 吉祥寺通り入口 - 青梅街道営業所 - 上石神井駅 - 富士街道 - 石神井公園駅北口
- 吉60-4：吉祥寺駅 → 東京女子大入口 → 吉祥寺通り入口 → 青梅街道営業所 → 上石神井駅 → 青梅街道営業所 → 吉祥寺通り入口 → 東京女子大入口 → 吉祥寺駅
- 吉60-5：吉祥寺駅 → 東京女子大入口 → 立野橋
- 吉60-6：吉祥寺駅 ← 東京女子大入口 ← 吉祥寺通り入口 ← 水道端
- 増72：白子折返場 - 旭町三丁目 -（成増一丁目→）- 成増町
- 石11：西武車庫前 - 富士街道 - 石神井警察署 - 石神井公園駅北口 - 谷原三丁目 - 旭町三丁目 -（成増一丁目→）- 成増町
- 石12：西武車庫前 ← 富士街道 ← 石神井警察署 ← 石神井公園駅北口

JR中央線、西武新宿線・池袋線、東武東上線、東京メトロ有楽町線・副都心線の駅を結ぶと共に、東京都練馬区、板橋区、武蔵野市、埼玉県和光市の4つの自治体に跨る長距離路線。東京女子大学、早大学院への通学輸送、厚生労働省上石神井庁舎、労働政策研究・研修機構への通勤輸送を担う。埼玉県和光市内の区間も並行する練42系統・石02系統・国際興業バス石02・石03系統と共に東京都区内特別運賃適用のため220円（国際興業便は230円）で東京都シルバーパスも全線で利用可能。
1971年（昭和46年）7月8日付で吉60・60-2が運行を開始し、1979年（昭和54年）7月17日にはで吉60の吉祥寺駅発平日3便、石11の西武車庫発平日2便（成増方向）が成増駅行きに変更された。さらに1980年代には成増町から練馬営業所の団地線に乗り入れて光が丘三丁目まで延長された。都営地下鉄12号線（現・大江戸線）の開業に伴い光が丘三丁目折返所が閉鎖されたため、1998年（平成10年）4月1日付ダイヤ改正で全便が成増町発着になった。吉祥寺線と異なり、往復ともサンロード入口を経由する。
2003年12月16日に、大泉学園駅北口に設けられていた折返場が西武鉄道へ返却され、その代替として埼玉県和光市白子に「白子折返場」が新設された。この時、同所への食入を行うために増72が新設され、成増側の折返し便として機能している。「白子折返場」は土支田交番停留所の成増寄りに存在し、増72のみ停車する。
成増町停留所は地下鉄成増駅真上の川越街道沿いにあり、成増駅利用者は1つ手前の「成増一丁目」での下車が案内されている。
2005年まで上石神井営業所が受け持っていた石神井公園駅発着路線が高野台営業所を経てに練馬営業所へ移管されたため、2015年3月現在、管轄路線で唯一石神井公園駅に乗り入れる。2011年12月16日に吉60-4が新設され、平日朝の吉祥寺駅 - 上石神井駅間は10分間隔になった。なお同系統は翌年6月16日より、上石神井駅折り返しの循環路線となっている。
吉祥寺通りの朝ラッシュ対応のため、2017年6月1日のダイヤ改正で平日朝のみ吉60-5・60-6が新設された。

### 吉祥寺線、車庫吉祥寺線

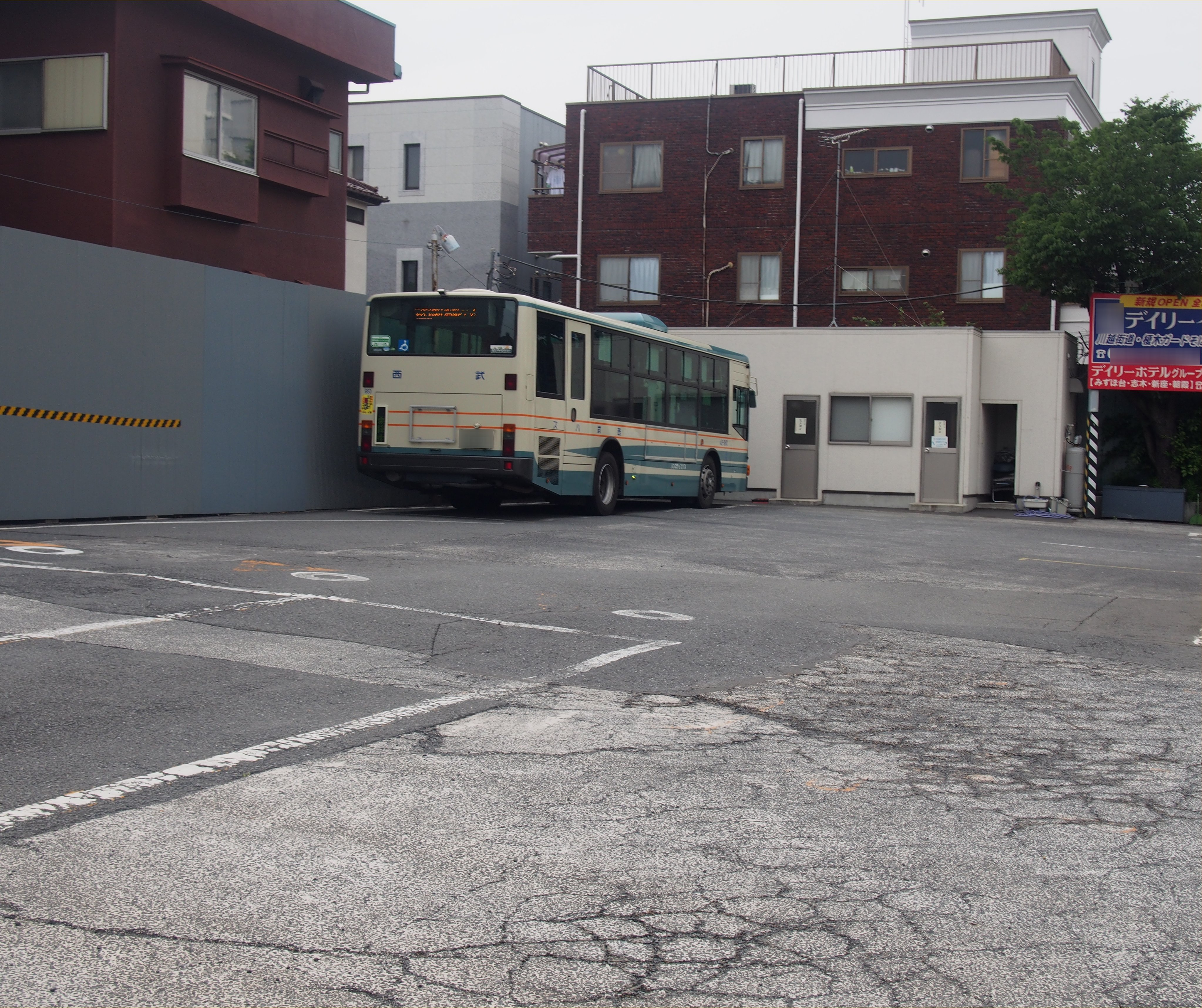
都民農園セコニック折返所

- 吉61：吉祥寺駅 -（←サンロード入口 / 東急百貨店前→）- 東京女子大入口 - 吉祥寺通り入口 - 武蔵関駅入口 - 西武車庫 - 富士街道 - 大泉学園駅南口 - 住宅前 -  都民農園 - 都民農園セコニック
- 吉61-1：吉祥寺駅 -（←サンロード入口 / 東急百貨店前→）- 東京女子大入口 - 吉祥寺通り入口 - 武蔵関駅入口 - 西武車庫前 - 富士街道 - 大泉学園駅南口 - 住宅前 - 都民農園 - 都民農園セコニック - 新座栄
- 吉61-3：西武車庫前 - 富士街道 - 大泉学園駅南口 - 住宅前 - 都民農園 - 都民農園セコニック - 新座栄
- 吉62：吉祥寺駅 -（←サンロード入口 / 東急百貨店前→）- 東京女子大入口 - 吉祥寺通り入口 - 武蔵関駅入口 - 西武車庫前
- 吉62-1：吉祥寺駅 -（←サンロード入口 / 東急百貨店前→）- 東京女子大入口 - 吉祥寺通り入口 - 武蔵関駅入口 - 西武車庫前 - 富士街道 - 大泉学園駅南口
- 泉35-6：西武車庫前- 富士街道 - 大泉学園駅南口 - 住宅前 - 都民農園 - 都民農園セコニック
- 深夜バス：大泉学園駅北口 → 住宅前 → 都民農園 → 都民農園セコニック
- 深夜バス：吉祥寺駅 -（←サンロード入口 / 東急百貨店前→）- 東京女子大入口 - 吉祥寺通り入口 - 武蔵関駅入口 - 西武車庫前 - 富士街道 - 大泉学園駅南口

吉祥寺駅から武蔵関駅・大泉学園駅を経て都民農園セコニック・新座栄に至る。中央本線・西武新宿線・西武池袋線の3路線と大泉の住宅地を南北に結んで走り、東京都練馬区、武蔵野市、埼玉県新座市の3つの自治体に跨る。練馬区大泉学園町、新座市栄の地域輸送、上智大学石神井キャンパス、成蹊大学、学芸大ISS、都立大泉高校・同附属中学校、都立石神井高校、英明フロンティアへの通学輸送、陸上自衛隊朝霞駐屯地・セコニック大泉事業所への通勤輸送など多彩な役割を持ち、利用者は全区間において多い上に途中鉄道駅での入れ替わりもあり、長距離路線だが高い採算性を兼ね備える。
西武の路線では吉祥寺駅へ乗り入れた最初の路線で、武蔵野市統計書によれば単に「吉祥寺線」との線名が付き、吉祥寺駅と車庫を結ぶ路線は「車庫吉祥寺線」と呼ばれる。天沼マーケット - 新座栄間は埼玉県新座市内に乗り入れるが東京都区内特別運賃適用のため220円で東京都シルバーパスも利用可能。

埼玉県新座市に所在する「都民農園セコニック」停留所にはバス折返所がある。「都民農園」は旧東京市が大泉学園駅の北側（大泉北部）に造園する予定だった『大泉市民農園』を指すが現存しない。「セコニック」は光学機器メーカー・セコニックの大泉事業所（旧・東京工場跡地）を指す。両者は全く関係がなく「都民農園セコニック」は都民農園とセコニックの社名を単に合成しただけの停留所名である。
1989年9月1日に都民農園セコニック - 新座栄間が延長され、都民農園セコニックで行っていた休憩機能が新座栄にも分散されたほか、吉祥寺駅 → 西武車庫と大泉学園駅 → 都民農園セコニックの深夜バスが新設された。吉祥寺発の深夜バスは後年、吉祥寺駅 - 大泉学園駅間の延長・往復営業に改正された。
2017年6月1日より、後述の上石神井成増線・阿都線及び新座営業所管轄路線が共に停車する「北出張所」バス停が「大泉郵便局」に名称変更された。

### 保谷線
- 吉63：吉祥寺駅 -（←サンロード入口 / 東急百貨店前→）- 東京女子大入口 - 吉祥寺通り入口 - 北裏 - 東伏見稲荷神社 - 柳沢駅通り - 保谷小学校 - 保谷庁舎 - 保谷駅南口
- 吉66：吉祥寺駅 - 東京女子大入口 - 吉祥寺通り入口 - 武蔵関駅入口 - 東伏見駅北口 - 天神山 - 保谷駅南口
- 保01：天神山 - 保谷駅南口
- 保02：西武車庫前 - 高塚 - 東伏見駅北口 - 天神山 - 保谷駅南口
- 保02-1：東伏見駅北口 - 天神山 - 保谷駅南口
- 保03：西武車庫前 - 高塚 - 富士町 - 保谷小学校 - 保谷庁舎 - 保谷駅南口

保谷と吉祥寺の間を2つの経路で結ぶ路線で、もとは田無駅北口に所在していた田無営業所が担当していたが、1994年に廃止。その管轄系統のうち、保谷駅発着系統は後述の鷹21と共に上石神井へ移管。西武車庫 - 保谷駅の出入庫線を新設し、現体制の基盤が成立した。吉63は青梅街道を、吉66は新青梅街道・かえで通りを走行し、吉祥寺駅及び保谷駅での乗り場も異なっている。
移管当初は乗車整理券方式・後のり後払い式であったが、1996年に前乗り信用方式による区間制に移行した。
2006年10月1日、保谷駅南口再開発事業に伴い、同駅停留所はかえで通り上に変更され、天神山まで延伸された。この際に天01が新設されたが、実際の運行設定はなかった。そして2012年3月4日の保谷駅南口再開発事業の完成で駅前ロータリーが新設された際、東伏見 - 保谷間を天神山経由によって最短経路で結ぶ吉66と、同区間を経由する出入庫路線が新設。天01が保01に系統番号変更を行った上、定期運行を開始。吉65（吉祥寺駅 - 武蔵関駅入口 - 保谷庁舎 - 保谷駅）が廃止され、吉63は保谷駅 - 天神山間を短縮した。吉66は保谷線で唯一、往復ともサンロード入口を経由する。
2022年11月1日より保02-1系統の運行を開始した。ただし運行本数は少なく、1日1往復となっている。

### 保谷三鷹線
- 鷹21：三鷹駅 - 武蔵野営業所 - 第五小学校 - 武蔵野北高校 - 東伏見稲荷神社 - 保谷中学校 - 保谷庁舎 - 保谷駅南口 - 天神山（関東バス武蔵野営業所と共同運行）

田無営業所から移管された。移管当初は乗車整理券・後乗り後払い方式であったが、以前から信用方式であった関東バスと同じ利用方法となった。西武バス主導のため、他の関東バス路線が通過する「稲荷神社前」停留所にも停車する（2017年2月15日以降は三鷹駅方向のみ他の関東バス路線も停車する）。2006年10月1日、天神山まで延伸された。
2013年7月1日に、東伏見稲荷神社 - 保谷庁舎間が伏見通りを経由したルートに変更になった。従来、保谷線の吉63系統と東伏見稲荷神社 - 柳沢駅通り - 保谷駅間を並走していた（吉63系統は従来通り）。
2024年3月1日に関東バスが運賃改定を行い、従来の220円区間が230円に値上がりした。一方、西武バスについては220円のまま据え置きとなっている。

### 境保谷線
- 田41：田無駅 - 田無町三丁目 - 平松 - 保谷小学校 - 保谷庁舎 - 保谷駅南口 - 天神山

境保谷線は、田無営業所時代に出入庫を兼ねて運転されていた。上石神井移管後は並行する境02（武蔵境駅 - 田無駅 - 保谷駅）での全便運行となり、田41は一度廃止されている。その後、西東京市が誕生すると市役所田無庁舎と保谷庁舎の連絡路線として、近隣住民からバス路線復活（増発）の要望が高く寄せられ、2002年に田41が平日のみ運行を再開した。2006年10月1日の境02廃止に伴い、土休日の運行を再開している。

### 上石神井成増線
- 泉33：大泉学園駅北口 - 住宅前 - 都民農園 - 長久保 - 司法研修所 - 南大和 - 埼玉病院入口 - 成増町 - 成増駅南口
- 泉34：長久保 - 司法研修所 - 南大和 - 埼玉病院入口 - 成増町 - 成増駅南口
- 泉35-1：上石神井駅 - 富士街道 - 大泉学園駅南口 - 北園 - 都民農園 - 長久保
- 泉35-2：上石神井駅 - 富士街道 - 大泉学園駅南口
- 泉35-3：西武車庫前 - 富士街道 - 上石神井駅
- 泉37：大泉学園駅北口 - 住宅前 - 都民農園 - 長久保
- 深夜バス：大泉学園駅北口 ← 住宅前 ← 都民農園 ← 長久保 ← 司法研修所 ← 南大和 ← 埼玉病院入口 ← 成増町 ← 成増駅南口

上石神井駅から大泉学園駅南口を経由して長久保に至る路線（泉35-1）と大泉学園駅北口から和光市南部を経て、成増駅に至る路線（泉33）に構成されている。後者は一部で埼玉県内を通り運賃が変動するため、前乗り先払い・自己申告制（信用多区方式）となっている。成増二丁目 - 成増駅間は、成増吉祥寺線や練馬管内路線が東京都区内特別運賃適用のため220円であるのに対し、上石神井成増線は埼玉地区運賃適用のため初乗り180円になっている。西武バス都区内・武蔵野市均一運賃地区専用の定期券や東京都シルバーパスは、全区間で使用が可能。また、全線乗り通しの運賃は距離にもかかわらず220円である。

和光市内から成増駅までは、東武バスウエストがいくつかの並行路線を運行している。かつては、共通乗車券の取り扱い区間であっても西武と東武で停留所名が異なる個所が多かったが、現在は概ね統一されている。
2013年（平成25年）5月16日に同日廃止となった長久保循環線（泉35）とともに経路が再編され、上石神井駅発着の泉36（4代）が新設されると共に路線名が「大泉成増線」から「上石神井成増線」に変更された。停留所名の「長久保」は付近に昔あった「長久保山」が由来となっている。
現在は上記の通り分割されていて上石神井駅 - 成増駅南口間の全区間を通して運行する便は存在しない。

### 大泉和光線
- 泉39：大泉学園駅北口 - 東映撮影所 - 大泉第一小学校 - 北大泉 - 司法研修所 - 税務大学校和光校舎 - 広沢 - 和光市駅南口
- 泉39-1：大泉学園駅北口 ← 東映撮影所 ← 大泉第一小学校 ← 北大泉 ← 司法研修所 ← 税務大学校和光校舎 ← 広沢 ← 和光市駅入口 ← 和光市駅南口（和光市駅南口を15:00以降に発車する便）
- 泉39-2：大泉学園駅北口 - 東映撮影所 - 大泉第一小学校（平日朝のみ）
- 泉39-3：大泉学園駅北口 - 東映撮影所 - 大泉第一小学校 - 長久保
- 和40：長久保 - 北大泉 - 司法研修所 - 税務大学校和光校舎 - 広沢 - 和光市駅南口

東京外環自動車道の側道が整備・開通し、沿線住宅地や米軍キャンプ・サウス・ドレイク（旧・帝国陸軍予科士官学校）跡地に移転してきた各種国公立機関への足を設けるため、新設された。東武バスウエスト新座営業事務所の和01系統とともに理化学研究所、税務大学校、司法研修所、裁判所職員総合研修所、国立保健医療科学院への通勤輸送を担う。また東武東上線やメトロ有楽町線から大泉桜高校へ通う生徒や西武池袋線沿線から埼玉県立和光国際高校に通う生徒も乗ってくる。朝夕は特に乗客が多い。
当初は泉39のみだったが、長久保へ向かう和40が2005年に登場した。和40は毎時1本程度運行していたが2013年4月16日に朝夕のみ、同年5月16日に朝のみに減便されたが、2016年4月1日のダイヤ改正にて平日・月 - 金の午前5往復に増便された。が、その後2018年11月1日には長久保方面3本、和光市方面2本に再減便され、和光市方面の1本は泉39-3として大泉学園駅ゆきに振り替えとなった。これにより、長久保から大泉学園へのルートは3通り(都民農園経由の泉33・37、桜高校経由の泉38、第一小学校経由の泉39-3)となった。泉39-3については、2019年4月1日実施のダイヤ改正で泉38-3と共に若干数であるものの運行本数が増える。
また、和光市駅付近の交通状況が夕方悪化することから、15時以降の和光市駅発全便が旧川越街道上・和光市駅入口停留所を経由するように改められている。なお、和40の和光市駅入口経由便である和40-1は2013年5月16日に廃止されている。和光市内に乗り入れるため、信用方式（乗務員に降車停留所を告げてから運賃を支払う前払い方式）の区間制運賃を採用している。
2014年2月3日より、朝の臨時便として運行していた大泉第一小学校発着便が定期化されると共に、泉39-2の系統番号が付与された。2018年11月1日には2往復に増便された。
ほぼ全線にわたり交通量が多いため、大幅な遅延が発生しやすく、特に夕方以降の和光市駅発は多客も相まって大泉学園駅まで1時間近くかかることもある。

### 大泉西荻線
- 西03：西荻窪駅 -（←西荻北五丁目 / 西荻北四丁目→）- 地蔵坂上 - 青梅街道営業所 - 上石神井駅 - 富士街道 - 大泉学園駅南口（関東バス青梅街道営業所と共同運行）
- 泉35-5：西武車庫前 - 富士街道 - 大泉学園駅南口

西荻窪駅から上石神井駅を経由して大泉学園駅南口に至る路線であり、関東バスと共同で運行している。以前は大泉学園駅の北口に乗り入れていたが、南口再開発・駅西側の立体交差工事竣工により南口発着となった。西荻窪駅周辺がループ線になっているのも路線の特徴の一つで、青梅街道営業所は関東バスの営業所だが、西武バスの停留所（前述の吉60も停車）も同じ名称を使用している。

大泉学園駅と西荻窪駅がバスで結ばれたのは1950年代の末ころのことだが、当時は西武バスが単独で運行していた。経路も全く異なり、三宝寺池・上井草駅を経由してそのまま南下し、関東バスの運行エリアを避けて西荻窪二丁目から西荻窪駅に到着していた。現行経路で共同運行するようになったのは1967年（昭和42年）のことである。

### 阿都線
- 荻15：阿佐ケ谷駅 - 杉並区役所前 - 荻窪駅 - 四面道 - 法務局杉並出張所 - 総合荻窪病院前 -（←中央大学杉並高校前）- 上井草駅 - JA東京あおば - 石神井中学校 - 富士街道 - 大泉学園駅南口 - 住宅前 - 都民農園 - 長久保
- 荻15：阿佐ケ谷駅 → 杉並区役所前 → 荻窪駅 → 四面道 → 法務局杉並出張所 → 総合荻窪病院前 → 上井草駅 → JA東京あおば → 石神井中学校 → 富士街道 → 大泉学園駅南口 → 住宅前 → 都民農園 → 都民農園セコニック → 新座総合技術高校 → 長久保
- 荻15-2：阿佐ケ谷駅 - 杉並区役所前 - 荻窪駅 - 四面道 - 八丁 - 法務局杉並出張所 - 総合荻窪病院前 -（←中央大学杉並高校前）- 上井草駅 - JA東京あおば - 石神井中学校 - 富士街道 - 大泉学園駅南口
- 泉35-4：西武車庫前 - 富士街道 - 大泉学園駅南口 - 住宅前 - 都民農園 - 長久保

阿佐ケ谷駅から荻窪駅・上井草駅・大泉学園駅を経て練馬区北部の長久保に至る長距離路線で杉並区井草地区からの杉並区役所へのアクセス、荻14系統等と共に中央大学杉並高校、農芸高校、井草高校への通学輸送、荻18系統と共に法務局杉並出張所通勤輸送を担う。昭和30年代の半ばころに開通し、当初の運行区間が阿佐ケ谷駅 - 都民農園であったことから、その頭文字を取って「阿都線」の路線名がついた。杉並区統計書によれば、長久保への延伸後も一貫して阿都線の線名が使われている。荻窪駅 - JA東京あおば間では荻14系統が同経路を走るが、荻14は荻窪警察を経由し、阿都線は法務局杉並出張所を経由する。
都民農園セコニック経由便は2011年7月16日に一度廃止されたが、2013年5月16日の泉35廃止に伴い、沿線にあった大泉桜学園・大泉特別支援学校の両停留所への便を確保するため、再設定された。なお、泉35-7は廃止前は泉35-4として運行されていた。都民農園セコニック経由便は天沼マーケット - 新座総合技術高校間、埼玉県新座市内を通るが先述の吉61・吉61-1系統、泉32系統と同様に東京都区内特別運賃適用のため220円で東京都シルバーパスも利用可能。
荻15-2は2014年6月16日のダイヤ改正で新設された、大泉学園駅南口までの区間便である。

### コミュニティバス

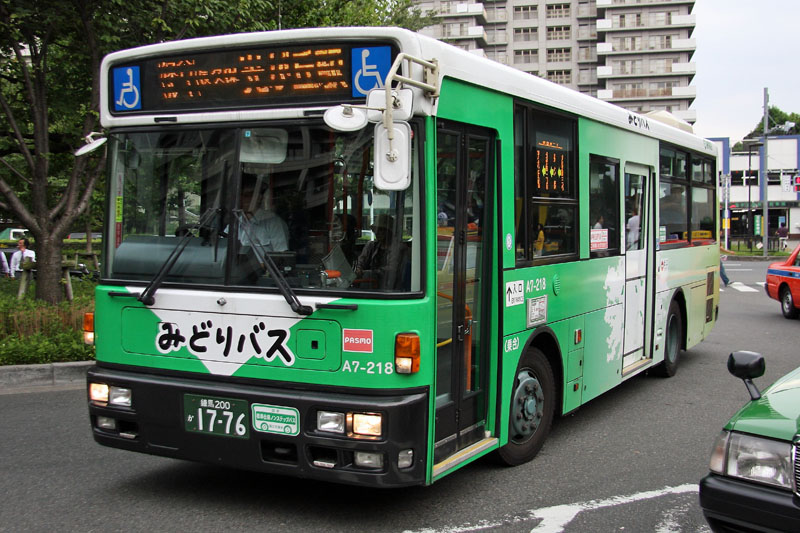
みどりバス(A7-218)

練馬区コミュニティバス「みどりバス」は、6系統のうち以下の4系統の運行を受託している。（他の2系統は国際興業バス練馬営業所が受託）
- みどりバス「保谷ルート」（旧・練馬区シャトルバス）
- みどりバス「関町ルート」（旧・練馬区福祉コミュニティバス）
- みどりバス「大泉ルート」（旧・練馬区福祉コミュニティバス）
- みどりバス「南大泉ルート」

## 廃止・移管路線

### 成増吉祥寺線（一部区間の廃止）
- 吉60：吉祥寺駅 - 東京女子大入口 - 吉祥寺通り入口 - 青梅街道営業所 - 上石神井駅 - 富士街道 - 石神井警察署 -（←石神井公園駅南口 / 石神井庁舎前→）- 谷原三丁目 - 駐在所前（現土支田交番） -（←成増町 / 成増一丁目→）- 光が丘七丁目 - 光が丘三丁目
- 吉60：吉祥寺駅 → 東京女子大入口 → 吉祥寺通り入口 → 青梅街道営業所 → 上石神井駅 → 富士街道 → 石神井警察署 → 石神井庁舎前 → 谷原三丁目 → 駐在所前 → 成増駅南口 → 光が丘七丁目 → 光が丘三丁目（土曜・休日運休）
- 吉60：吉祥寺駅 - 東京女子大入口 - 吉祥寺通り入口 - 青梅街道営業所 - 上石神井駅 - 富士街道 - 石神井警察署 -（←石神井公園駅南口 / 石神井庁舎前→）- 谷原三丁目 -  駐在所前 -（←成増町 / 成増一丁目 →）- 光が丘IMA - 光が丘三丁目

成増町から先、練馬営業所の団地線に乗り入れていた区間である。営団地下鉄有楽町線営団成増駅（現地下鉄成増駅）開業直後の1983年（昭和58年）9月3日付で成増町 - 光が丘三丁目間が延伸され、吉祥寺駅発の平日2便は成増駅を経由していた。都営12号線の新宿駅延長開業に伴い1998年3月31日限りで光が丘三丁目折返場の土地の賃借契約が終了し閉鎖されたため、成増町 - 光が丘三丁目間が短縮された。

### 吉祥寺線（一部系統の廃止）
- 吉61-2：大泉学園駅北口 ← 住宅前 ← 都民農園 ← 都民農園セコニック ← 新座栄

1989年に都民農園セコニック - 新座栄間が延伸されたことで新設されたが、2011年3月4日限りで廃止された。
- 吉62-2：吉祥寺駅 → 東急百貨店前 → 東京女子大入口 → 吉祥寺通り入口 → 武蔵関駅入口（平日・休日運休）
- 吉62-3：吉祥寺駅 ← サンロード入口 ← 東京女子大入口 ← 吉祥寺通り入口（平日・休日運休）

どちらも土曜のみ運行していた途中発着路線で、2015年3月14日限りで廃止された。

### 保谷線（一部系統・区間の廃止）
- 吉63：吉祥寺駅 -（←サンロード入口 / 東急百貨店前→）- 東京女子大入口 - 吉祥寺通り入口 - 北裏 - 東伏見 - 柳沢駅通り - 保谷郵便局 - 保谷庁舎 - 保谷駅 - 天神山

2012年3月4日のダイヤ改正で、保谷駅 - 天神山間を短縮した。
- 吉65（初代）：吉祥寺駅 - 東京女子大入口 - 関町二丁目 - 武蔵関駅入口 - 保谷市役所 - 保谷駅

2001年4月15日に東伏見駅北口経由へ経路変更された。東伏見駅北口ロータリー自体は同年4月1日に開業していたが、西武のみ西東京市キャンバス（当時）を除いて乗り入れが遅れた。
- 吉65（2代）：吉祥寺駅 - 東京女子大入口 - 吉祥寺通り入口 - 武蔵関駅入口 - 東伏見駅北口 - 保谷庁舎 - 保谷駅 - 天神山

2012年3月4日のダイヤ改正で東伏見駅北口 - 保谷駅 - 天神山間が新道経由に変更、天神山経由保谷駅行きの吉66へ代替廃止された。

### 保谷三鷹線（一部区間の変更）
- 鷹21：三鷹駅 - 武蔵野営業所前 - 第五小学校 - 武蔵野北高校前 - 東伏見稲荷神社 - 柳沢駅通り - 保谷郵便局 - 保谷庁舎 - 保谷駅南口 - 天神山（関東バス武蔵野営業所と共同運行）

2013年7月1日のダイヤ改正で、吉66と同様に東伏見稲荷神社 - 保谷駅 - 天神山間が新道経由へ経路変更された。

### 境保谷線（一部系統の廃止）
- 境02：武蔵境駅 - 柳橋 - 田無駅 - 田無町二丁目 - 平松 - 保谷郵便局 - 保谷庁舎 - 保谷駅

旧田無営業所の境線・古河団地線の変形だったが、田41系統との重複整理のため、2006年10月1日付で全便田無駅発着となり廃止された。

### 大泉新座線
- 泉30：大泉学園駅 - 関越学園通り - 久保新田 - 片山小学校

1992年（平成4年）12月24日付で新座営業所へ移管された。
- 泉36（初代）：大泉学園駅 - 関越学園通り - 久保新田 - 片山小学校 - 新座高校 - 下の原入口 - 朝霞県税事務所 - 朝霞台駅

片山小学校から先、新座営業所の片山線に乗り入れて朝霞台駅まで行っていた系統。泉30系統が上石神井所管だった時代に廃止。

### 大泉朝霞線
- 泉31：大泉学園駅北口 ← 住宅前 ← 都民農園 ← 都民農園セコニック（新座営業所と共管）

2015年3月20日付で新座営業所へ完全移管した。最末期の上石神井担当便は、大泉学園駅方向の平日早朝1便のみだった。
- 泉32：大泉学園駅 - 住宅前 - 都民農園 - 都民農園セコニック - 新座総合技術高校 - 税務大学研修所 - 朝霞警察署 - 緑ヶ丘 - 朝霞市役所 - 朝霞駅南口

1994年（平成6年）6月16日付で新座営業所へ移管された。
- 泉37（初代）：大泉学園駅 - 住宅前 - 都民農園 - 都民農園セコニック - 新座総合技術高校 - 税務大学研修所 - 朝霞警察署 - 膝折 - 朝霞市役所 - 朝霞駅南口

### 長久保線
- 泉35：上石神井駅 → 富士街道 → 大泉学園駅 → 住宅前 → 都民農園 → 都民農園セコニック → 長久保 → 都民農園 → 住宅前 → 大泉学園駅 → 富士街道 → 上石神井駅（長久保循環）
- 泉35-2：西武車庫 → 富士街道 → 大泉学園駅南口 → 住宅前 → 都民農園 → 都民農園セコニック → 長久保 → 都民農園 → 住宅前 → 大泉学園駅南口 → 富士街道 → 上石神井駅
- 泉35-2：上石神井駅 → 富士街道 → 大泉学園駅南口 → 住宅前 → 都民農園 → 都民農園セコニック → 長久保 → 都民農園 → 住宅前 → 大泉学園駅南口 → 富士街道 → 西武車庫

泉35の各系統で長久保循環線（または長久保線）を構成していた。泉35-2の西武車庫行きは2011年7月15日限り、泉35と泉35-2の西武車庫発は2013年5月15日限りで廃止された。なお、廃止時点で設定されていた他の泉35の枝番付き系統の変更は無い。

### 上石神井成増線（一部系統の廃止）
- 泉33：大泉学園駅南口 - 住宅前 - 都民農園 - 長久保 - 司法研修所 - 南大和 - 埼玉病院入口 - 成増駅南口

大泉学園駅北口の再開発工事に伴い、2013年5月16日から2015年3月20日までの期間限定で運行していた。
- 泉36（2代）：新座栄 - 新座総合技術高校 - 税務大学研修所 - 朝霞中央公園 - 朝霞市役所 - 朝霞駅南口
- 泉36（3代）：上石神井駅 - 富士街道 - 大泉学園駅南口 - 住宅前 - 都民農園 - 長久保 - 司法研修所 - 南大和 - 埼玉病院入口 - 成増駅南口

泉36（2代）と泉37（初代）は1994年6月16日付で新座営業所へ移管の後、廃止となった。
- 増71：白子折返場（土支田交番） - 旭町三丁目 - 成増駅

増72と同時に新設された上石神井成増線の食入便。2013年5月16日に廃止された。

### 大泉和光線（一部系統の廃止）
- 和40-1：和光市駅南口 → 和光市駅入口 → 広沢 → 税務大学校和光校舎 → 司法研究所 → 北大泉 →長久保

15時台以降に和光市駅南口を出発する片道運行の路線。2013年5月15日限りで廃止された。

### 石成線
- 石01：石神井公園駅北口 → 和田 → 下屋敷 → 東映撮影所前 → 比丘尼橋 → 三軒寺 → 和田 → 石神井公園駅北口（石神井循環）
- 石01-1：石神井公園駅北口 → 石神井庁舎前 → 東映撮影所前 → 比丘尼橋 → 三軒寺 → 和田 → 石神井公園駅北口
- 石02：石神井公園駅北口 - 和田 -（←三軒寺 / 下屋敷・東映撮影所前→）- 比丘尼橋 - 土支田一丁目 - 土支田交番 - 旭町三丁目 -（←成増町 / 成増一丁目→）- 成増駅南口（国際興業バス練馬営業所と共同運行）
- 石02：石神井公園駅北口 -（←和田・三軒寺 / 石神井庁舎前・東映撮影所前→）- 比丘尼橋 - 土支田一丁目 - 土支田交番 - 旭町三丁目 -（←成増町 / 成増一丁目→）- 成増駅南口（国際興業バスと共同運行）

2004年11月12日より、石02の全便と石01の始発便以外は成増駅方向が下屋敷経由へ変更された。残された石01の始発は石01-1として存続し、2005年10月16日付の高野台営業所移管まで運行していた。2011年5月16日付で練馬営業所へ再移管され現在に至る。

### 石荻線
- 荻13（初代）：荻窪駅 - 四面道 - 荻窪警察 - 上井草駅 - 上石神井団地 - 小関 - 西武車庫
- 荻13（2代）：荻窪駅 - 四面道 - 荻窪警察 - 上井草駅 - 三宝寺池 - 石神井中学校 - 富士街道 - 西武車庫

系統番号はあるものの、案内上は無番のまま1977年頃に廃止。2011年現在は系統番号のみ残存している。
- 荻14：荻窪駅 - 四面道 - 荻窪警察 - 総合荻窪病院 - 上井草駅 - 井草通り - JA東京あおば - 石神井公園駅南口

2005年10月16日付で高野台営業所へ移管された。

### 阿都線（一部系統の廃止）
- 荻16：荻窪駅 - 四面道 - 法務局杉並出張所 - 総合荻窪病院 - 上井草駅 - JA東京あおば - 富士街道 - 大泉学園駅南口 - 住宅前 - 都民農園 - 長久保

荻窪止まりの区間便。2011年7月15日限りで廃止された。2018年秋から運行開始された「荻16」系統は練馬営業所の石荻線に属し、直接の関係はない。
- 深夜バス：上石神井駅 → 富士街道 → 大泉学園駅南口 → 住宅前 → 都民農園 → 長久保

大泉学園駅北口の再開発工事に伴い、2013年5月16日から2015年3月20日までの期間限定で運行していた。
- 荻15-1：阿佐ケ谷駅 ← 杉並区役所前 ← 荻窪駅 ← 四面道 ← 法務局杉並出張所 ← 総合荻窪病院前 ← 中央大学杉並高校前 ← 上井草駅 ← JA東京あおば ← 石神井中学校 ← 富士街道 ← 西武車庫前
- 泉35-7：西武車庫前 → 富士街道 → 大泉学園駅南口 → 住宅前 → 都民農園 → 都民農園セコニック → 新座総合技術高校 → 長久保

2020年10月1日廃止

### 大泉桜高校線
- 泉38：大泉学園駅北口 - 東映撮影所 -（←大泉町六丁目 / 三原台中学校→）- 大泉北中学校入口 - 大泉桜高校 - 大泉学園小学校 - 長久保
- 泉38-1：西武車庫前 → 富士街道 → 大泉学園駅南口 → 放射七号 → 大泉桜高校 → 大泉学園小学校 → 長久保
- 泉38-2：長久保 → 大泉学園小学校 → 大泉学園幼稚園 → 住宅前 → 大泉学園駅南口 → 富士街道 → 西武車庫前
- 泉38-3：大泉学園駅北口 ← 東映撮影所 ← 三原台中学校 ← 大泉学園小学校入口（平日朝のみ、大泉町六丁目・びくに公園入口は通過）

長らく大泉北高校循環を名乗っていたが、大泉学園高校との統合・名称変更により2005年（平成17年）1月16日付で大泉北高校停留所を大泉桜高校と変更し、大泉桜高校循環に名称変更した。大泉北高校循環線時代の一時期、新座営業所に移管されたが、現在は上石神井営業所の受け持ちに戻っている。2005年12月17日付で大きく運行形態を変更し、新車の小型車（日野・リエッセ）が投入されたが、新経路の運行開始直後から乗車率が良く、数ヵ月後のダイヤ改正で増便された。その反面、この変更により従来経路の一部は切り離され、その区間は泉38-1・38-2として長久保への出入庫便が数本のみ通過することとなった。
2008年7月から、リエッセの一部を練馬区福祉コミュニティバス（現・みどりバス大泉ルート）で使用していた日野・ポンチョに置き換え、簡易塗装とした上で当系統に使用されていたが、同路線へのリエッセ新車導入に伴う機材配転で2018年時点ではリエッセ主体となっている。
2014年2月3日より平日朝の臨時便として運行していた大泉学園小学校始発便が定期化されると共に泉38-3の系統番号が付与された。なお泉38-3は大型・中型車などでの運行のため、小型車でないと入れない大泉町六丁目、びくに公園入口両停留所は通過扱いとし、泉39と同様に三原台中学校経由となっている。
2019年4月1日改正より、泉38系統の運行本数が減らされた。代わって泉38-3系統の運行本数が若干数本ほど増える形となる。さらに2020年10月1日改正より、泉38系統は土休日ダイヤから土曜ダイヤと休日ダイヤに分離され、運行時間帯が6時台～20時台になる（※平日ダイヤはそのまま）。また泉38-1は土休日朝の運行する時間を変更し、泉38-2は長久保発が18時台と大幅に終バスの時刻が繰り上がる。
狭隘路線で利用者も多いことから収容力が高く小回りの利くリエッセで運行を継続していたが、老朽化が進みポンチョへの置き換えも困難であるため2025年3月31日をもって廃止されることとなった。これに伴い「大泉学園町八丁目」「大泉学園町四丁目」「大泉学園小学校前」「大泉学園小学校入口」「大泉桜高校」「大泉学園幼稚園前」「放射七号」「大泉町六丁目」「びくに公園入口」の9停留所が廃止となる。

### 練馬区シャトルバス
- 練馬区シャトルバス：関出張所 - 上石神井駅 - 南田中車庫 - 練馬区役所入口

みどりバスの先駆として1991年（平成3年）に試験運行がスタートした。当初は光が丘駅と保谷駅を結ぶルートの他に、区役所と武蔵関を結ぶルートも存在したが、こちらは1997年（平成9年）12月28日限りで廃止、保谷ルートに一本化された。

### 保谷市コミュニティバス
- 保谷市コミュニティバス「Can Bus」：保谷市役所 - 天神山 - 東伏見駅 - 境橋 - 新町六丁目 - 小金井公園東 - 新町五丁目 - 新町六丁目

西東京市キャンバスとなった後も担当したが、はなバスとして改正を行なった際に滝山営業所へ移管。

### 出入庫系統
- （出入庫）：石神井公園駅南口 -（←三宝寺池 / 石神井庁舎前→）- 富士街道 - 西武車庫

現在は運行していない。
- （出入庫）：西武車庫 - 東伏見駅北口 - 保谷庁舎 - 保谷駅 - 天神山

2012年3月4日に廃止。

## 車両

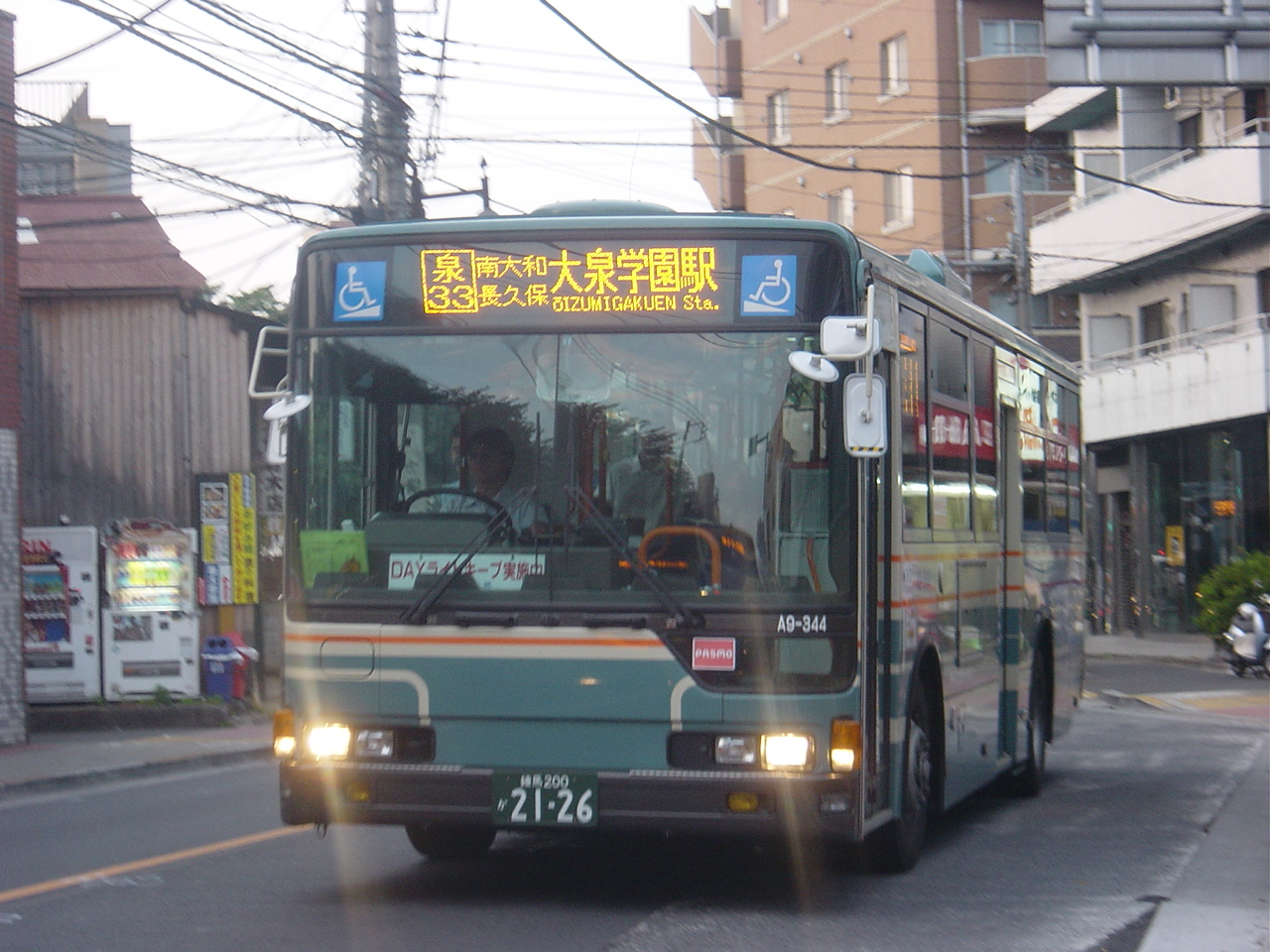
西武が導入した三菱OEM・PKG-AP35UM(A9-344)

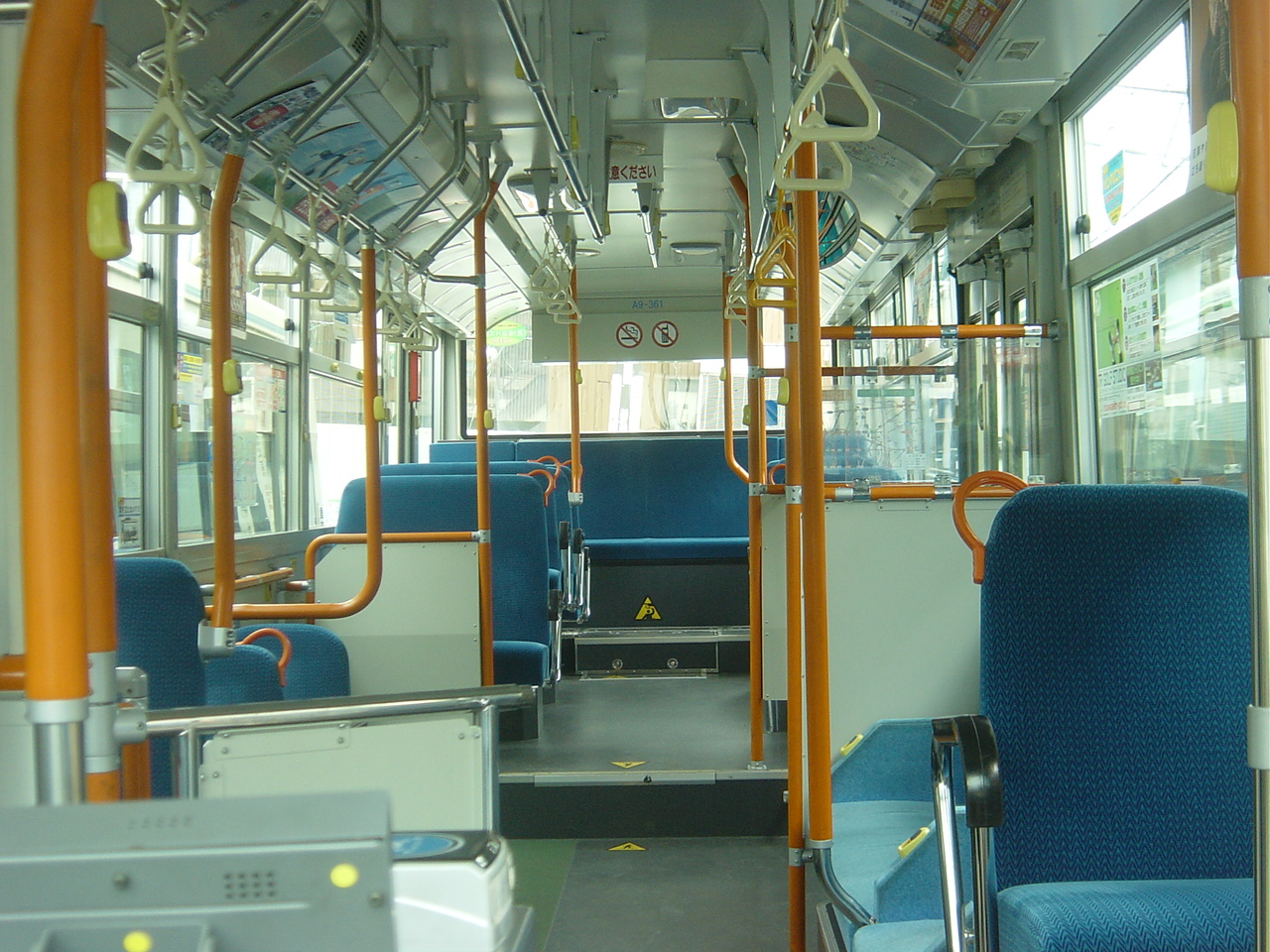
三菱OEM・PKG-AP35UMの車内(A9-344)

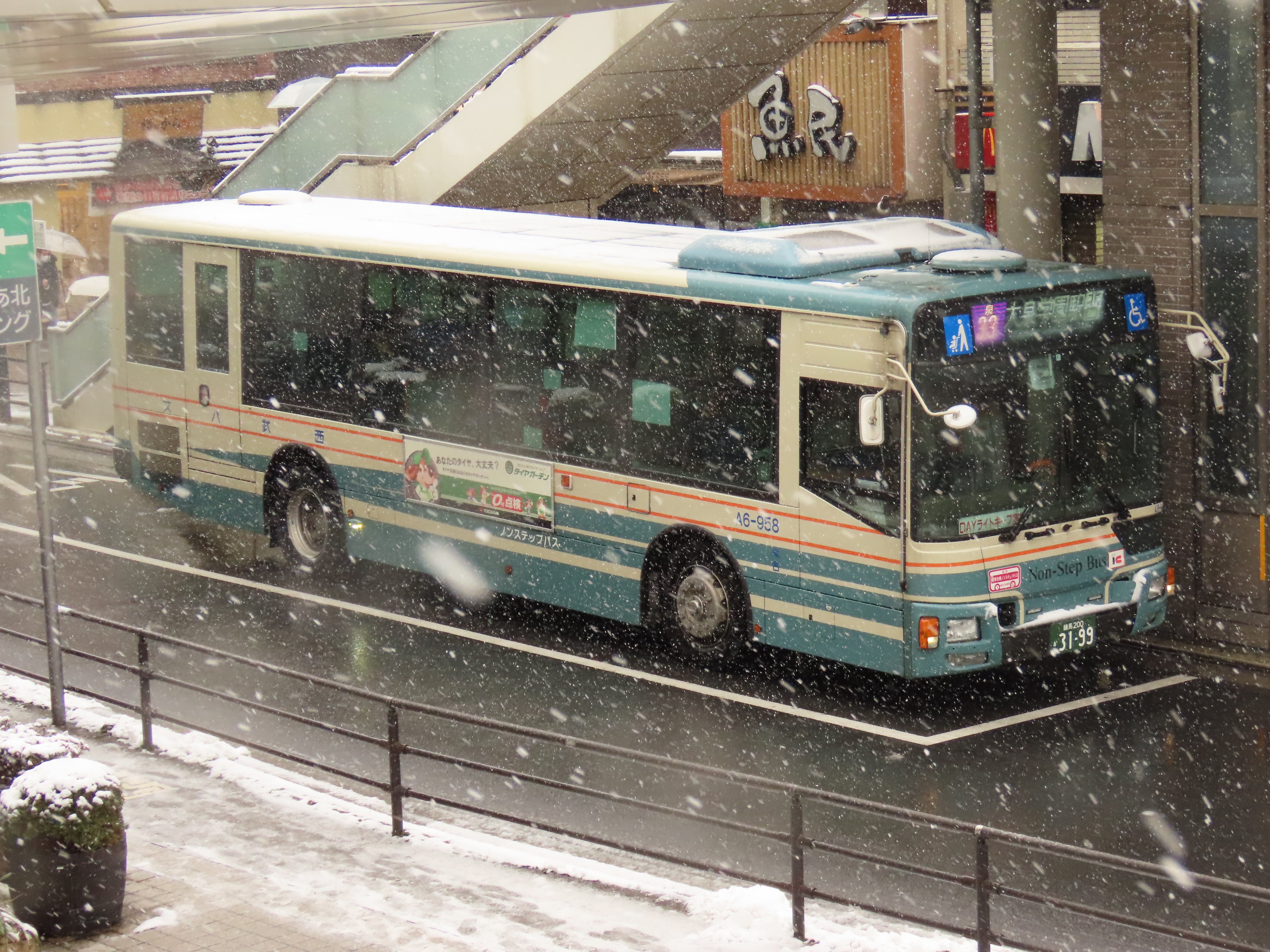
2016年に導入された三菱ふそうエアロスター(MP38)のA6-958

一般路線用大型車については都内の他の営業所同様、UDトラックス（旧：日産ディーゼル製）車両が導入されていたが、2006年以降はいすゞ自動車製が、2008年以降は三菱ふそうトラック・バスのOEM車、2011年度以降は三菱ふそうトラック・バス製の純正車（AT車でエンジン等がOEM車と異なり自社製）が導入されている。これは混雑緩和対策として後部座席配列が従来とは異なるレイアウト変更車で、利用者の多い吉祥寺線に優先導入して輸送力増強と混雑緩和を図っている。2009年導入のA9-379号車からは優先席の位置を変更し、今までの優先席の場所を車いすスペースにして広い空間を確保した。2013年3月上旬、数年ぶりにいすゞ・エルガがハイブリッドモデルで導入され、2015年にさらに追加導入された。2016年にはディーゼルのいすゞ・エルガが導入された。
中型車は一般路線・みどりバス保谷ルート用として日産ディーゼル製の車両が、小型車は大泉桜高校線とみどりバス大泉ルート用に日野・リエッセ、みどりバス関町・南大泉ルート用に日野・ポンチョが配置されている。
2011年12月16日より、一般路線のLED行先表示器（前面・後面）の系統番号表示が、四角枠内で頭文字と番号が上下均等だった書式が、四角枠はそのままで頭文字を小さく番号を大きく表示する書式へ変更された。また、2015年3月下旬から、従来のLED表示器（前面・側面・後面いずれも）から「新たに路線バス用に開発された」カラー式LED車が他の営業所と共に改造、順次出場し運用に入っている。

2023年現在、車内前方の案内画面が、従来の2画面式から1画面式へと変更され、新たな表示も導入されている（従来・新規ともにレシップ製）。

## 機器
車内放送装置はレゾナント・システムズ製を使用している。アナウンサーは新座営業所と同じである。音声合成放送装置は同社製FC-7000型である。2007年秋より、左折時の方向指示器と連動して電子音が鳴るように車外スピーカーが設置改造されている。電子音が鳴るだけで、「左に曲がります」といった音声ガイダンス機能はない。音量は運転席の横のスイッチで大・中・小の3段階に設定できる。どれも車内でもよく聞こえる音量であるため、乗客への注意喚起にもなっている。

### 運行記録カメラ設置運用試験
最初、大型の運行記録カメラをA1-762号車に設置し、試験運用を実施していたが、2009年末頃から、すでに導入されていた車両に対しても小型カメラの設置工事を行い、2010年春に工事が終了した。試験車のA1-762号車にはステッカーが貼付されている。大型の運行記録カメラは現在も残存しているが、その隣には従来車と同じ小型カメラが設置され、大型の運行記録カメラは電源は切られている。なお、2009年末から2010年春までの工事の間に、同時に車内の運転席横と出口の横のそれぞれ2か所に防犯カメラを設置している。